# Super Mario Bros.
Super Mario Bros. (jap. スーパーマリオブラザーズ Sūpā Mario Burazāzu) – komputerowa gra platformowa wyprodukowana w 1985 roku przez Nintendo. Powstała ona w celu zdyskontowania popularności gry Mario Bros. z 1983 roku; początkowo wydano ją na konsoli Nintendo Entertainment System (ówcześnie konsola była znana pod nazwą „Famicom”, pod jaką ukazała się w Japonii). W Super Mario Bros. gracz przejmuje kontrolę nad hydraulikiem Mario, którego zadaniem jest ocalenie księżniczki Peach porwanej przez Bowsera. W przypadku gry wieloosobowej w poszukiwaniach Mario towarzyszy Luigi, sterowany przez drugiego gracza.
Super Mario Bros., stworzona w dużej mierze przez Shigeru Miyamoto, odniosła sukces komercyjny, spowodowany jej sprzedażą wraz z konsolą Nintendo Entertainment System. Była następnie adaptowana na liczne późniejsze konsole Nintendo, między innymi na Game Boy Advance oraz na Nintendo 3DS. Gra pojawiła się także na NES Classic Edition.

## Rozgrywka
Głównym bohaterem Super Mario Bros., nad którym gracz przejmuje kontrolę, jest postać Mario. Jego młodszym bratem bliźniakiem, Luigim, kieruje wyłącznie drugi gracz w trybie gry wieloosobowej. Zadaniem obu bohaterów jest eksploracja krainy Mushroom Kingdom, przetrwanie w obliczu ataku sił głównego antagonisty Bowsera oraz ocalenie księżniczki Peach. Gracz porusza się w kierunku prawej strony ekranu, aby dotrzeć do chorągiewki pojawiającej się na końcu każdego poziomu.
Po świecie gry rozrzucone są monety, które Mario może zbierać, a także specjalne cegiełki. Część z nich, oznaczona znakiem zapytania, po uderzeniu przez Mario od dołu, umożliwia odkrycie dodatkowych monet lub specjalnych przedmiotów. Niektóre cegiełki są niewidoczne dla gracza, a po uderzeniu odkrywają więcej monet albo rzadkie przedmioty. Gdy gracz zdobędzie czerwony grzybek, postać Mario powiększa się dwukrotnie, zyskując możliwość przeżycia uderzenia ze strony wrogów lub przeszkód oraz niszczenia cegiełek. Gracze otrzymują określoną liczbę żyć, którą mogą zwiększyć poprzez zdobycie 100 monet, zielonych grzybków z napisem 1-UP, a także poprzez pokonanie kilku przeciwników z rzędu przy użyciu skorupy żółwi Koopa. Gracz traci życie, gdy Mario odniesie obrażenia, wypadnie z planszy lub nie zdąży osiągnąć celu przed upływem czasu. Gra kończy się niepowodzeniem, gdy gracz straci wszystkie życia. Mario atakuje przeciwników, wskakując na nich, aczkolwiek część z nich inaczej reaguje na ten atak. Przykładowo Goomba zostanie spłaszczony i pokonany, podczas gdy Koopa Troopa na chwilę cofnie się do skorupy, co pozwala Mario na użycie go jako pocisku. Skorupy można odbić od ściany w celu pokonania innych wrogów, aczkolwiek istnieje ryzyko, że powrócą w kierunku Mario, raniąc lub zabijając go. Innym sposobem na zaatakowanie wrogów jest użycie ognistych kul, co staje się dostępne po zebraniu specjalnego kwiatu. Wówczas kolor ubrania Maria zostaje zmieniony (aczkolwiek, jeśli wcześniej nie użył on czerwonego grzybka, postać jedynie rośnie). Mniej powszechnym przedmiotem jest gwiazdka, pojawiająca się po uderzeniu w niewidoczne cegiełki. Przechwycenie gwiazdki czyni Maria chwilowo niewrażliwym na niebezpieczeństwa, a także pozwala mu na atakowanie wrogów poprzez zderzenie z nimi.
Gra składa się z ośmiu światów, a każdy z nich jest podzielony na cztery poziomy. Na ostatnim poziomie każdego świata Mario walczy z Bowserem lub jedną z jego pułapek. Niektóre poziomy rozgrywają się pod wodą, gdzie znajdują się inni przeciwnicy. Dodatkowo w grze zawarte są tajemne i bonusowe etapy. Większość z nich umożliwia Mario zebranie większej liczby monet, ale pozostałe zawierają przejścia w postaci rur, dzięki którym Mario może ominąć niektóre światy, co umożliwia szybszy postęp w grze.

## Produkcja

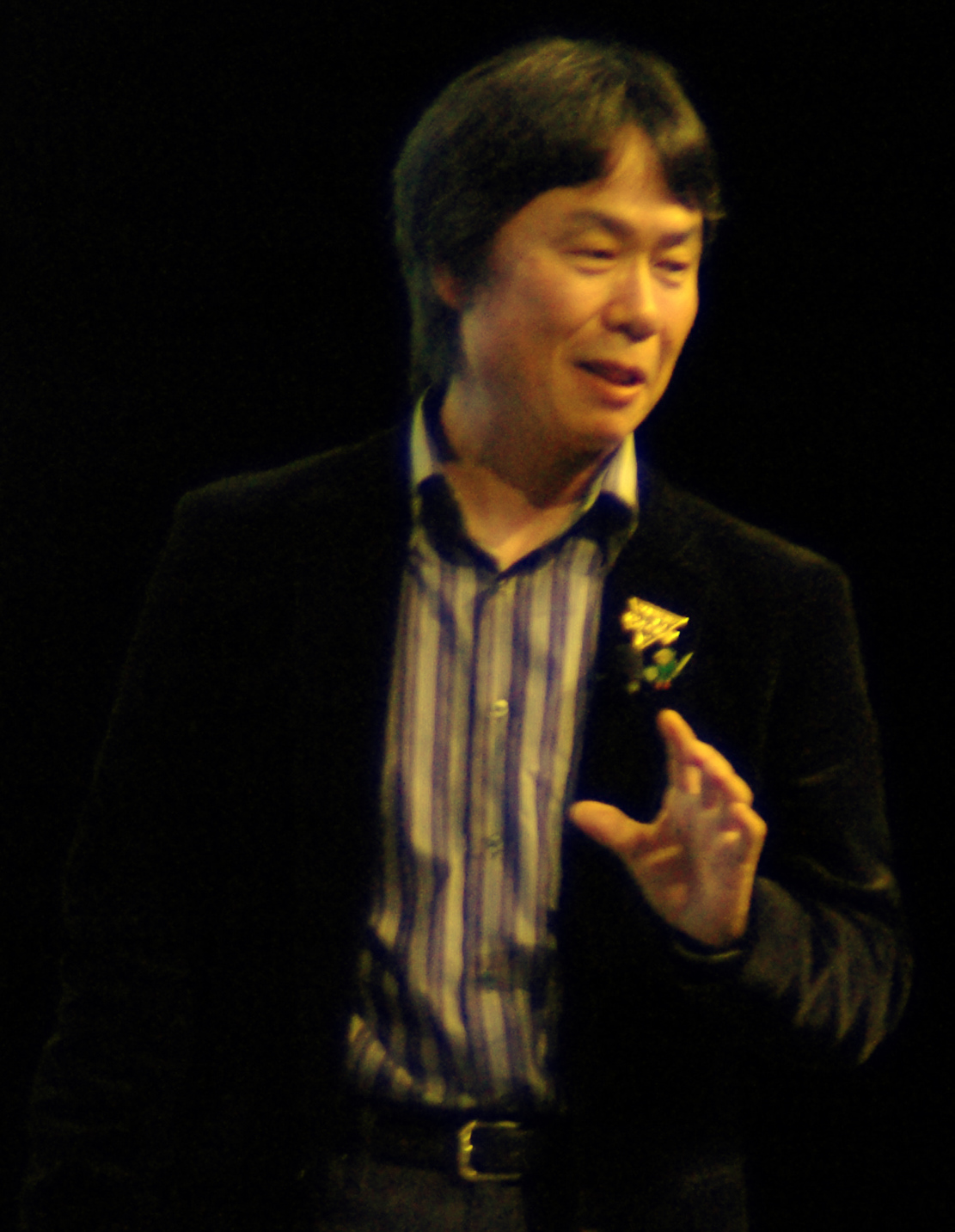
Shigeru Miyamoto, twórca gry, w 2007 roku

Super Mario Bros. jest nieformalną kontynuacją gry na automaty Mario Bros. z 1983 roku. Została zaprojektowana przez Shigeru Miyamoto oraz Takashiego Tezukę, należących wówczas do wydziału kreatywnego Nintendo. Produkcja gry była motywowana chęcią utrzymania popularności konsoli Nintendo Entertainment System. Początkowo planowano, że gra będzie zbliżona sposobem rozgrywki do strzelanek. Pomysł ten jednak został zarzucony, gdyż zdecydowano się skupić na typowo platformowych mechanizmach gry, między innymi na skoku. Zdolność Maria do zmiany rozmiaru również wynikała ze zmian w projekcie poziomów, które początkowo dedykowano większej postaci bohatera. Projektanci zdecydowali, że postać Mario może wzrosnąć po zebraniu power-upu, co miało zwiększyć przyjemność z rozgrywki. Początkowe etapy zostały tak zaprojektowane, aby gracze domyślili się, że grzybki są pożyteczne w rozgrywce: na poziomie 1-1 pierwszy z nich po uwolnieniu nie może być ominięty.
Użycie grzybów do zmiany rozmiaru postaci miało inspirację w japońskich legendach ludowych, wedle których ludzie wędrowali po lasach jedząc magiczne grzyby. Stąd świat gry uzyskał nazwę Mushroom Kingdom. Proces tworzenia gry miał za cel uproszczenie mechanizmów rozgrywki, aby producent zdążył z wydaniem jej przed zakończeniem sezonu zakupowego. Początkowo zakładano, że gra będzie zawierać typowo zręcznościowy etap, w którym Mario miałby skakać po chmurach i strzelać do wrogów. Idea ta jednak została zarzucona, gdyż twórcy woleli się skupić na poszerzeniu roli skoków w rozgrywce. Niemniej jednak pozostały w grze etapy związane z eksploracją nieba.
Na potrzeby Super Mario Bros. ścieżkę dźwiękową składającą się z sześciu utworów napisał Kōji Kondō. Zanim Kondo skomponował muzykę, otrzymał prototyp gry, żeby zapoznać się ze specyfiką świata gry. Kondo napisał ścieżkę dźwiękową przy pomocy niewielkiego pianina, przy czym musiał zmienić tytułowy motyw – pierwotna wersja była mniej żywa i wolniejsza, co nie pasowało do wesołego i dynamicznego tonu gry.

## Inne wersje
Jako jedna z najpopularniejszych gier Nintendo Super Mario Bros. była wielokrotnie przerabiana i ponownie wydawana. W 1986 roku ukazała się jej specjalna wersja na automaty pod nazwą Vs. Super Mario Bros., która zawierała inne poziomy niż w pierwowzorze oraz zmniejszoną liczbę power-upów, a pod względem poziomu trudności była porównywana z Super Mario Bros. 2. W tym samym roku pojawiła się specjalna edycja zatytułowana All Night Nippon Super Mario Bros., w której w rolę wrogów gracza wcielali się dziennikarze z japońskiej stacji radiowej All Night Nippon, a grzyby zostały zastąpione przez mikrofony. Gra  wymagała do działania dodatku do konsoli – Famicom Disk System.
W sierpniu 1993 roku Nintendo wydało na Super Nintendo Entertainment System kompilację gier z serii Super Mario Bros. pod tytułem Super Mario All-Stars. Zawarta w kompilacji wersja oryginalnej gry Super Mario Bros. została wzbogacona o odnowioną oprawę audiowizualną, a także o możliwość zapisu stanu gry, jakiej brakowało w pierwowzorze.
W 1999 roku na konsoli Game Boy Color ukazała się gra Super Mario Bros. Deluxe. Zawierała ona mapę poziomów, możliwość jednoczesnego przechodzenia poziomów przez dwóch graczy oraz tryb Challenge, w którym do zaliczenia danego etapu wymagane jest zebranie ukrytych medali.
W 2003 roku Nintendo ponownie wydało grę na konsolę Game Boy Advance w ramach serii wydawniczej Classic NES Series, natomiast w 2011 roku poprzez usługę Virtual Console Super Mario Bros. udostępniono w wersji do pobrania na konsolę Nintendo 3DS.

## Odbiór i znaczenie
Super Mario Bros. odniosła wielki sukces komercyjny. Księga rekordów Guinnessa do czasu wydania Wii Sports uznawała ją za najbardziej kasową grę komputerową w historii, o sprzedaży wynoszącej około 40 milionów egzemplarzy. Tak wysoka sprzedaż była jednak uzasadniona faktem, że Super Mario Bros. dołączano do sprzedawanych egzemplarzy konsoli NES, co zawyżało statystyki kopii kupionych przez graczy. Wydana na Game Boy Color wersja Deluxe również odnosiła triumfy, zbierając pozytywne recenzje ze strony krytyków; średnia ocen według portalu GameRankings wynosi 92,63% na podstawie 15 recenzji.
W mediach amerykańskich Super Mario Bros. cieszyła się uznaniem. Jeff Gerstmann z portalu GameSpot stwierdził, że dzieło Miyamoto przyczyniło się do odbudowy branży gier komputerowych, podupadłej za sprawą wielkiego kryzysu branżowego. Ponadto uważał, że pod względem mechaniki Super Mario Bros. w ogóle się nie zestarzała i nadal bawi, a oprawa audiowizualna zapada w pamięć. Dzieło ze studia Nintendo zostało powszechnie uznane przez prasę amerykańską za arcydzieło, będące kamieniem milowym w historii gier platformowych i rozwoju gier z otwartym światem. Zdaniem Geoffreya Douglasa Smitha Super Mario Bros. stanowi perfekcyjną mieszankę rozgrywki, projektu poziomów, kolorowej grafiki oraz ścieżki dźwiękowej. Według naukowca Patricka Curry’ego ze swoimi zrozumiałymi zasadami rozgrywki oraz łatwością zapanowania nad ruchami postaci Super Mario Bros. przetarła szlak dla innych gier platformowych. Dzieło Miyamoto zostało uznane także za przedstawiciela surrealizmu w grach komputerowych. Również we francuskich mediach gra cieszyła się poważaniem; francuski portal Gamekult określił Super Mario Bros. mianem „brylantu w swoim gatunku”.
Mniejszy entuzjazm panował wśród mediów polskich. Tomasz Kutera ze strony Polygamia twierdził, że fabuła nie jest zbyt skomplikowana, a tryb gry wieloosobowej rozczarowuje; chwalił za to zróżnicowane etapy, pamiętną ścieżkę dźwiękową oraz sprawność realizacji. Inny redaktor Polygamii, Bartłomiej Kluska, uznał Super Mario Bros. za „najbardziej klasyczną z klasycznych platformówek”. Z kolei Piotr Mańkowski pozbawiony był entuzjazmu dla dzieła Miyamoto, podkreślając, że to Pitfall! stworzył gatunek gier platformowych, a otwarty świat był zawarty już w produkcjach studia Gargoyle Games. Jego zdaniem Super Mario Bros. głównie ze względu na nostalgię ze strony graczy jest „nobilitowana daleko ponad swoją miarę”.
Super Mario Bros. wielokrotnie figurowała w rankingach najlepszych gier w historii branży. Pismo „Electronic Gaming Monthly” umieściło ją na 1. miejscu wśród 200 gier wszech czasów; w 2005 roku podobny zaszczyt spotkał grę ze strony portalu IGN. W 2009 „Game Informer” umieściło Super Mario Bros. na drugim miejscu na liście 200 gier wszech czasów, za grą The Legend of Zelda. W 2012 roku telewizja G4 umiejscowiła grę na pierwszym miejscu na liście 100 najlepszych gier w historii.
Super Mario Bros. doczekała się wielu kontynuacji: Super Mario Bros.: The Lost Levels, Super Mario Bros. 2, Super Mario Bros. 3, Super Mario Land, Super Mario World, Super Mario Land 2: 6 Golden Coins, Super Mario World 2: Yoshi’s Island, Super Mario 64, Super Mario Sunshine, New Super Mario Bros., Super Mario Galaxy, New Super Mario Bros. Wii, Super Mario Galaxy 2, Super Mario 3D Land, New Super Mario Bros. 2, New Super Mario Bros. U, Super Mario 3D World, Super Mario Run, Oraz Super Mario Odyssey. W 1989 roku świat gry został zaadaptowany do serialu animowanego Przygody braci Mario, a w 1993 roku ukazał się na jej podstawie film aktorski Super Mario Bros., zawierający fabułę niezwiązaną z akcją pierwowzoru. Został on negatywnie oceniony przez krytyków ze względu na miałką fabułę. Powstały również liczne nieoficjalne przeróbki dzieła Nintendo, między innymi niemiecka The Great Giana Sisters z 1987 roku, a także bezpłatne Mario Forever i Super Maryo Chronicles.